# Bolmsö socken
Bolmsö socken i Småland ingick i Västbo härad i Finnveden i Jönköpings län och sedan 1971 är delområdet norr om sjön en del av Värnamo kommun, från 2016 inom Torskinge distrikt, medan resten 1974 delades och är sedan dess en del av Gislaveds kommun, från 2016 inom Ås distrikt, och resten, själva ön, en del av Ljungby kommun i Kronobergs län som från 2016 utgör Bolmsö distrikt.
Socknens areal är 145,72 kvadratkilometer, varav land 79,40. (området före uppdelningarna 1971 och 1974) År 1946 fanns här 774 invånare. Kyrkbyn Bolmsö med sockenkyrkan Bolmsö kyrka ligger i socknen.

## Administrativ historik
Bolmsö socken har medeltida ursprung. 
När 1862 års kommunalförordningar trädde i kraft överfördes ansvaret för de borgerliga frågorna till Bolmsö landskommun i Jönköpings län och ansvaret för de kyrkliga frågorna till Bolmsö församling, båda med samma geografiska omfattning som socknen. Kommunen upphörde vid kommunreformen 1952, då den uppgick i Unnaryds landskommun. Området på Toftnäshalvön norr om sjön överfördes 1971 till Värnamo kommun och samtidigt överfördes ödelen till Ljungby kommun och bytte länstillhörighet. Unnaryds landskommun upplöstes 1974 och då kom den del av socken som ligger väster om ön, Bolmsölandet, överfördes till Gislaveds kommun. För församlingen skedde motsvarande uppdelning, där 1971 området på Toftnäshalvön utbröts till Torskinge församling och Bolmsölandet 1974 utbröts till Ås församling medan öområdet kvarstod som Bolmsö församling. 1 januari 2025 uppgick församlingen i Bolmsö-Tannåkers församling.
1 januari 2016 inrättades distrikten Torskinge, Ås och Bolmsö, med samma omfattning som motsvarande församling hade 1999/2000 och fick 1974, och vari detta sockenområde ingår.
Socknen har tillhört samma fögderier och domsagor som Västbo härad fram till 1974 och som Sunnerbo härad för öområdet efter 1974.

## Geografi
Bolmsö socken ligger på ön Bolmsö i Bolmen och omfattar också en mindre del väster därom, Bolmsölandet, och norr därom på Toftnäshalvön. Området är ganska uppodlat.
En sätesgård var Toftanäs säteri som 1971 överfördes till Torskinge socken.

## Fornminnen
Främst gravhögar från järnåldern med domarringar och skeppssättningar är kända. Även hällkistor från stenåldern och några gravrösen från bronsåldern finns här.

## Befolkningsutveckling
Befolkningen ökade från 711 1810 till 1 107 1890 varefter den minskade stadigt till 348 1970. Därefter har folkmängden vänt uppåt något till 378 invånare 1990.

## Namnet
Namnet (1200-talet Bolmsö), har som förled ett äldre namn på sjön och efterledet ö.